# 須川温泉
須川温泉（すかわおんせん）は、栗駒山北側の秋田県と岩手県の県境付近にある温泉地。
温泉施設としては秋田県雄勝郡東成瀬村椿川字仁郷山国有林（栗駒国定公園内）に「須川温泉栗駒山荘」がある。また、源泉名としては岩手県一関市厳美町祭畤山国有林46林班トを湧出地とする源泉をいう。同地に源泉をもつ温泉施設として岩手県側に位置する須川高原温泉（岩手県一関市厳美町祭畤山国有林46林班ト）がある。

## 泉質
- 酸性・含鉄（Ⅱ）・硫黄 - ナトリウム - 硫酸塩・塩化物泉（硫化水素型）

（旧泉質名：酸性・含鉄（Ⅱ）・食塩-芒硝硫化水素泉）
- 温泉は白濁している。加水加温なしの源泉掛け流しである。

入浴の適応症
きりきず、やけど、慢性皮膚病、虚弱児童、慢性婦人病、月経障害、糖尿病、動脈硬化、高血圧症
入浴の禁忌症
皮膚、粘膜に過敏な人特に光線過敏症の人、高齢の皮膚乾燥症

## 温泉地
栗駒国定公園内、秋田県側には東成瀬村が経営する「須川温泉栗駒山荘」があり、岩手県側には同じ源泉を使用している「須川高原温泉」がある。温泉施設はこの2軒のみ。宿以外では、秋田県側に土産物店が1軒。岩手県側に須川ビジターセンターがある。

### 須川温泉栗駒山荘
標高1100m付近の高原にある。栗駒山荘の展望露天風呂から栗駒山の裾野に広がる須川高原の自然を見渡すと「秣岳」や「鳥海山」が見える。特に夕陽が絶景。※日帰り入浴は午後4：30まで、また水不足で入浴時間の短縮の場合もあるため、気軽に露天風呂からの絶景の夕日を見ることが出来なくなった。

## 歴史
古くは温泉は全て秋田県側に流れていた。しかし、江戸時代初期に秋田藩が引湯を拒否してからは、全て岩手県側の湯尻沢から磐井川に流れ込んでいる。
そのため、栗駒山荘を開くにあたり、新たに引湯設備を設置して現在に至っている。
2008年6月14日より岩手宮城内陸地震の影響で岩手県側からのアクセスができない状態が続いたが、2010年5月30日正午を持って通行止めが解除された。

## アクセス
- 車：
  - 秋田方面から：東北中央自動車道・十文字ICから国道342号で48km、約60分。
  - 山形方面から：東北中央自動車道・須川ICから県道51号・県道307号・国道398号で44km、約60分。
  - 青森・盛岡方面から：東北自動車道・一関ICから国道342号で42km、約60分。
  - 仙台・関東方面から：東北自動車道・築館ICから国道398号・秋田県道282号で64km、約90分。

- 公共交通：
  - 東北新幹線・一ノ関駅から岩手県交通路線バス「須川温泉ゆき」で約90分。バス停は須川高原温泉(岩手県)の前にあり、栗駒山荘(秋田県)は、250m離れた隣の宿である。
  - 奥羽本線・湯沢駅から羽後交通路線バスで小安峡温泉へ。そこから季節運行の予約制乗合タクシー「こまちシャトル」で「栗駒山荘」または「須川温泉バス停」下車[4]。

※国道342号が、11月上旬～4月下旬まで冬期通行止のため冬期休業（※積雪の場合通行期間変更あり）
※県道282号は、11月初旬～6月初旬頃まで冬期通行止（春は特に雪崩や土砂崩れが頻発するため閉鎖期間が長い）
※国道398号（宮城県栗原市花山温湯～秋田県湯沢市皆瀬大湯の区間）11月下旬～4月下旬頃まで冬期通行止だが、県道282号を通行しなければならないため、実質、11月初旬～6月初旬頃までアクセス出来ない。毎年、ゴールデンウィーク直前にオープンする須川温泉を目指す多くの人たちが、事前に道路交通情報を確認せず、温泉が開業オープンしているから行けるだろうと高を括り、カーナビで誘導されるまま国道398号と県道282号の交差点まで来てしまうと、80km～96kmの距離を迂回する事態になっている。
ちなみに、国道398号から迂回するには、面倒でも一旦は下山しなければならない。秋田県側ルート（湯沢市皆瀬～東成瀬村）を経由した場合、80km、約1時間30分。宮城県側ルート（栗原市花山湖～栗駒ダム～岩手県一関市）を経由した場合、96km、約2時間15分。
※冬期通行止期間以外でも、毎年、土砂崩れや道路崩壊などによる交通規制、時間帯通行止や完全通行止になるので、「栗駒山荘」や「須川高原温泉」の公式ホームページを参考にするか、通行する県の道路交通情報「あきたのみち情報」「岩手県道路情報提供サービス」「宮城県道路管理 GIS」などの確認が必要である。